# سن پائولو
سن پائولو (به ایتالیایی: San Paolo) یک کومونه در ایتالیا است که در استان برشا واقع شده‌است.

## خصوصیات
سن پائولو ۱۸ کیلومتر مربع مساحت و ۴٬۵۸۲ نفر جمعیت دارد و ۷۷ متر بالاتر از سطح دریا واقع شده‌است.